# آبار أشيقر
آبار أشيقر كانت أشيقر قبل تأسيسها عبارة عن موارد ماء لبني تميم وذلك قبل أن يستقروا بها ويسكنوها، ويربو عدد الآبار داخل السور على ثلاثين بئراً، يرجح أن بعضها يعود للعهد الجاهلي، ومن أشهرها: الجفر والمجاشعيّة والمديبغة والإطفاء والبديعة والسّديس والغبية والربيعية والمسوريّة والعصاميّة، أما خارج سورها فيربو عددها على أربعين بئراً؛ ومنها التالي:

## بئر الربيعية
بئر الربيعية نسبة لبني ربيعة من بني حنظلة من بني تميم، أصلها في الجاهلية أو صدرالاسلام وأصلها بئرين متجاورين قبل تقريبا (80 سنة) انهدت البئرين على بعض ثم أعادوا طويها من جديد.

## بئرالمسوّرية
بئر المسوّرية لبني مساوير من بني حنظة من بني تميم، أصلها في الجاهلية أو صدر الإسلام.

## بئر المجيشعية
بئر المجيشعية أو بئر المجاشعية نسبة لبني مجاشع من بني حنظة من بني تميم، من أبرز اعلام بني مشاجع الصحابي الجليل الأقرع ابن حابس المجاشعي التميمي.

## انظر ايضاً
- وقف صبيح
- وقف الجفرة